# Ганхуягийн Ган-Ердене
Ганхуягийн Ган-Ердене (29 березня 1993) — монгольський боксер, призер чемпіонатів Азії.

## Аматорська кар'єра
На Універсіаді 2013 переміг Лекхето Мокетсі (Ботсвана) та Дениса Козарука (Україна), а у півфіналі програв Хасанбою Дусматову (Узбекистан) і отримав бронзову медаль.
2015 року став бронзовим призером чемпіонату Азії, програвши у півфіналі Рогену Ладон (Філіппіни). На чемпіонаті світу 2015 переміг Цубоі Томоя (Японія), а у чвертьфіналі програв Василю Єгорову (Росія).
На Олімпійських іграх 2016 програв у першому бою Карлосу Кіпо (Еквадор).
На чемпіонаті Азії 2017 завоював срібну медаль, знов програвши Хасанбою Дусматову (Узбекистан) у фіналі.
На чемпіонаті світу 2021 переміг двох суперників, а у чвертьфіналі програв Євгенію Кармільчику (Білорусь).
На чемпіонаті світу 2023 програв у першому бою.